# Ingram de Umfraville
Ingram de Umfraville († um 1325) war ein Ritter und schottischer Adliger im 13. und 14. Jahrhundert. Während des Zweiten Interregnums übte er von 1300 bis 1301 als Guardian of Scotland die Regentschaft Schottlands aus und gehörte später zu den Unterzeichnern der Declaration of Arbroath.

## Leben

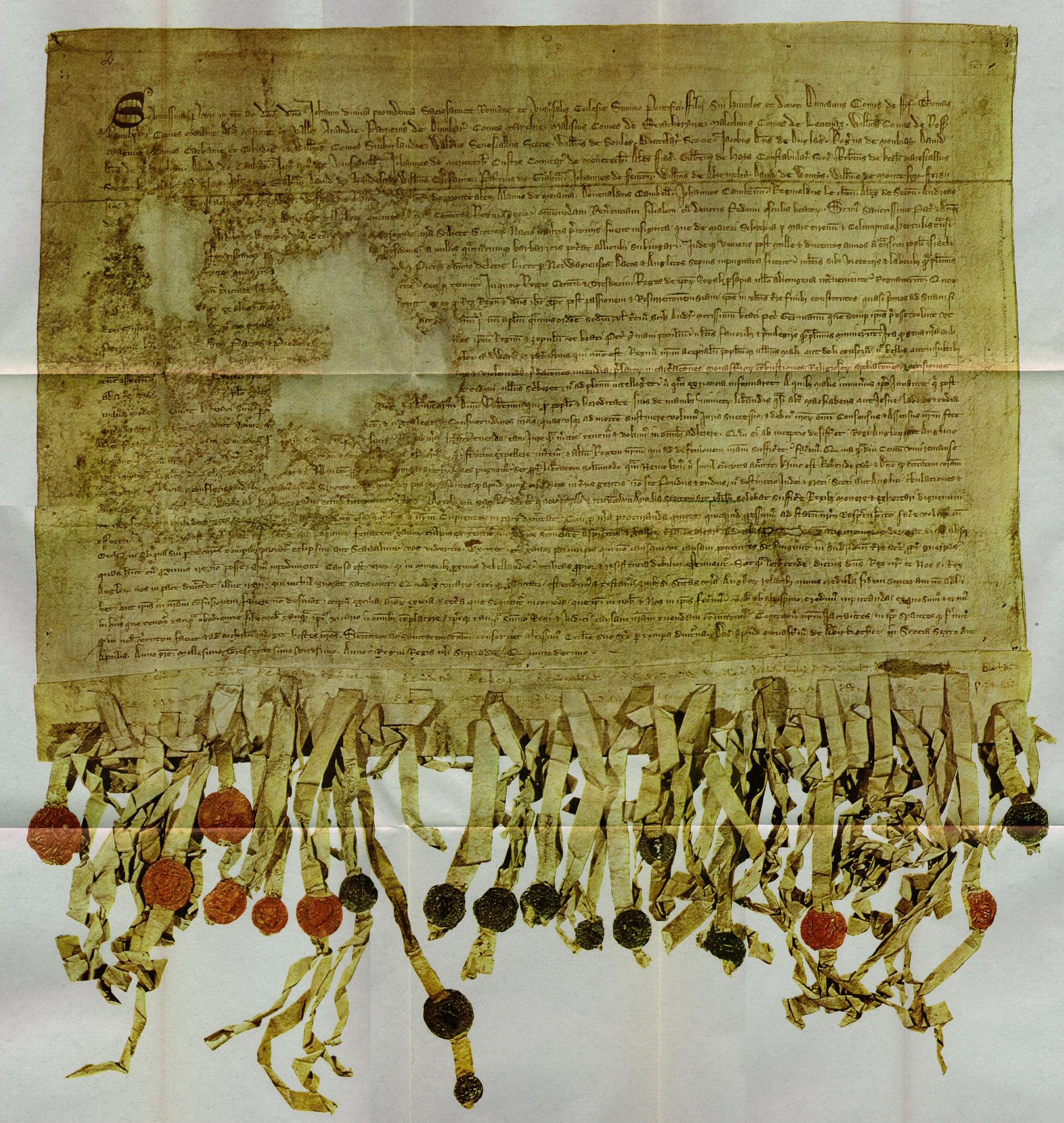
Reproduktion der „Tynningham“-Kopie der Declaration of Arbroath.

Insgesamt ist über das Leben von Ingram de Umfraville recht wenig bekannt. Er war der jüngere Sohn von Gilbert de Umfraville und Elizabeth Comyn, einer Tochter von Alexander Comyn. Während Ingrams älterer Bruder Robert den Titel des Earl of Angus erbte, scheint er sich selbst vor allem auf ein ritterliches Leben konzentriert zu haben. Er war berühmt für seine Fertigkeiten als Krieger und während der frühen Phase der Schottischen Unabhängigkeitskriege an vielen Kämpfen gegen die Engländer beteiligt. Im innerschottischen Machtkampf stand er zunächst im Lager der Anhänger Balliols. So übernahm er im Jahre 1300 zusammen mit William de Lamberton und John III. Comyn die Regentschaft als Guardian of Scotland für den zurückgetretenen Robert the Bruce.
Nach der Ermordung von John III. Comyn, mit dem Ingram über seine Mutter verwandt war, durch Robert the Bruce im Jahre 1306, scheint Ingram sich auf die Seite des englischen Königs Edward I. und gegen Bruce gestellt zu haben. Bei der Schlacht von Bannockburn kämpfte er auf englischer Seite. Nach der englischen Niederlage flüchtete er zusammen mit seinem Bruder Robert sowie dem Earl of Hereford nach Carlisle, wo sie in Bothwell Castle Zuflucht suchten. Der Kommandant der Burg, ein gebürtiger Schotte namens Walter fitz Gilbert, lief jedoch zu den Schotten über und übergab die Burg mitsamt seinen Gästen.
In den folgenden Jahren söhnte er sich mit Robert the Bruce aus. Im Jahre 1320 erscheint er als einer der schottischen Unterzeichner der Declaration of Arbroath. Nachdem Robert I. seinen engen Freund David de Brechin im gleichen Jahr wegen Verrats hinrichten ließ, wandte sich Ingram erneut vom König ab und siedelte nach England über, wo er sich zur Ruhe setzte. Über seine letzten Lebensjahre ist praktisch nichts bekannt, er starb vermutlich um 1325.